# Ачеампонг, Джоакин
Джоакин Яав Ачеампонг (англ. Joachim Yaw Acheampong; род. 2 ноября 1973, Аккра, Гана) — ганский футболист, полузащитник. Бронзовый призёр летних Олимпийских игр 1992 года и участник двух Кубков африканских наций.

## Биография
Джоакин Ачеампонг родился 2 ноября 1973 года в ганском городе Аккра.

### Клубная карьера
Начал профессиональную карьеру в 1990 году в клубе чемпионата Ганы — «Обуаси Голдфилдс». В 1994 году Ачеампонг становится игроком шведского «Норрчёпинга». В составе команды провёл два сезона и сыграл в 22 матчах чемпионата Швеции, забив при этом 1 гол. Летом 1995 года подписал контракт с испанским «Реал Сосьедадом». В чемпионате Испании дебютировал 3 сентября 1995 года в матче против «Атлетико Мадрид» (1:4). Всего же за «Реал Сосьедад» провёл 20 игр в Ла Лиге и покинул команду.
Летом 1997 года перешёл в «Эркулес» из города Аликанте, который выступал в Сегунде. Ачеампонг провёл в стане команды полгода, отыграв 14 поединком и присоединился к турецкому «Самсунспору. Где также провёл пол сезона и сыграл в 6 играх. Затем, Джоакин вернулся в Гану, где выступал за «Пауэр» и «Кинг Фейсал Бэйбс». Завершил карьеру игрока в 2002 году в турецком клубе «Йимпаш Йозгатспор».

### Карьера в сборной
В составе национальной сборной Ганы выступал с 1991 года по 1996 год, проведя в составе сборной 18 игр. В 1991 году участвовал в турнире Кубок СЕДЕАО, где Гана заняла третье место.
В августе 1992 года главный тренер олимпийской сборной Ганы Сэм Ардай вызвал Джоакина на летние Олимпийские игры в Барселоне. В команде он получил 5 номер. В своей группе ганцы заняли первое место, обогнав Мексику, Австралию и Данию. В четвертьфинале Гана обыграла Парагвай (4:2), а в матче 1/2 финала уступила Испании (0:2). В матче за третье место ганцы смогли обыграть Австралию со счётом (1:0) и стали обладателями бронзовых наград. Ачеампонг на турнире сыграл в 5 матчах.
Весной 1994 года принял участие в Кубке африканских наций, который состоялся в Тунисе. Гана дошла до 1/4 финала, где уступила Кот-д’Ивуару (1:2). Ачеампонг принял участие в двух играх на турнире. В конце 1994 года участвовал в турнире Simba 4 Nations Tournament в Южной Африке.
В начале 1996 года участвовал в Кубке африканских наций в Южной Африке. Сборная Ганы заняла четвёртое место, уступив в матче за бронзовые награды команде Замбии со счётом (0:1). Джоакин принял участие в пяти из шести игр на турнире.

### Тренерская карьера
В 2007 году являлся помощником Паа Квеси Фабина, который возглавлял команду «Тема Ют». Спустя год, Ачеампонг возглавил этот клуб. С 2009 года по 2010 год являлся помощником главного тренера в команде «Асанте Котоко». Затем, с 2010 года по 2011 года занимал такую же должность в «Ашанти Голд». В декабре 2011 года был назначен главным тренером команды, на этом посту Ачеампонг продержался один год. В марте 2015 года назначен главным тренером команды «Аккра Греат Олимпикс». Итогом работы Ачеампонга стал вылет команды из второго по силе дивизиона Ганы.

## Достижения
- Бронзовый призёр летних Олимпийских игр (1): 1992